# デイブレイク (1983年のテレビシリーズ)
『デイブレイク（Daybreak）』は、かつてイギリスの朝の放送局TV-amで放送されていた短命の早朝ニュース番組。当初はニュースを中心に6:00から7:00まで放送されていた。初回は1983年2月1日のTV-am開局日に放送された。ロバート・キーとアンジェラ・リッポンが交代でプレゼンターを務めた。
TV-amの視聴者数は開始後急速に減少し、大きな混乱が起こったため、1983年2月28日から30分間に短縮された。ロバート・キーとアンジェラ・リッポンに代わって、ギャビン・スコット（Gavin Scot、平日）とリンダ・バリー（Lynda Barry、週末）が起用された。
その後、僅か15分間に短縮され、グリーンスクリーンのスタジオに移動した。同年5月23日月曜日に打ち切られた。
この名前は、ITVがGMTVに代わって2010年に復活した。同番組は4年間続いた。